# Келли, Джеймс (футболист)
Дже́ймс Ке́лли (англ. James Kelly; 5 октября 1865 или 15 августа 1865, Renton — 20 февраля 1932, Блантир) — шотландский футболист, играл на позиции центрального защитника. Первый капитан в истории «Селтика», в составе которого 3 раза выигрывал чемпионский титул и Кубок Шотландии в 1892 году.

## Биография
Начинал карьеру в «Рентоне». В 1888 году стал игроком «Селтика» и первым капитаном в истории футбольного клуба. Дебютировал в новой команде 28 мая 1888 года в матче против «Рейнджерс», который стал первым в истории клуба — «Селтик» выиграл со счётом 5:2 и Келли забил в том матче гол. В составе «кельтов» Келли сыграл во всех турнирах 139 матчей и забил 11 голов и выиграл 4 крупных трофея (3 чемпионских титула и Кубок Шотландии).
За сборную Шотландии сыграл 9 матчей и забил 2 гола.
После окончания карьеры работал в «Селтике» председателем Совета директоров, а также был директором клуба.
Скончался 20 февраля 1932 года в возрасте 66 лет.

## Достижения
«Селтик»
- Чемпион Шотландии (3): 1892/93, 1893/94, 1895/96
- Обладатель Кубка Шотландии (1): 1891/92